# Holiday Hills
Holiday Hills és una població dels Estats Units a l'estat d'Illinois. Segons el cens del 2000 tenia 831 habitants.

## Demografia
Segons el cens del 2000, Holiday Hills tenia 831 habitants, 280 habitatges, i 225 famílies. La densitat de població era de 337,7 habitants/km².
Dels 280 habitatges en un 41,4% hi vivien nens de menys de 18 anys, en un 65,7% hi vivien parelles casades, en un 10% dones solteres, i en un 19,3% no eren unitats familiars. En el 13,6% dels habitatges hi vivien persones soles el 2,1% de les quals corresponia a persones de 65 anys o més que vivien soles. El nombre mitjà de persones vivint en cada habitatge era de 2,97 i el nombre mitjà de persones que vivien en cada família era de 3,22.
Per edats la població es repartia de la següent manera: un 27,4% tenia menys de 18 anys, un 9,4% entre 18 i 24, un 33,2% entre 25 i 44, un 24,5% de 45 a 60 i un 5,4% 65 anys o més.
L'edat mediana era de 34 anys. Per cada 100 dones de 18 o més anys hi havia 101 homes.
La renda mediana per habitatge era de 57.857 $ i la renda mediana per família de 61.000 $. Els homes tenien una renda mediana de 40.662 $ mentre que les dones 30.481 $. La renda per capita de la població era de 20.883 $. Cap de les famílies estaven per davall del llindar de pobresa.

## Poblacions més properes
El següent diagrama mostra les poblacions més properes.